# Английская тонна
Англи́йская то́нна, также дли́нная то́нна (англ. long ton; gross ton; weight ton) — название единицы измерения массы, которая в английской системе мер называется «тонна», используемое для того, чтобы отличить её от других единиц с тем же названием (в других системах мер).
1 английская тонна = 20 длинным хандредвейтам = 2240 торговым фунтам = точно 1016,0469088 килограммам.
Английская тонна использовалась в Великобритании и странах Содружества наций. Она была заменена метрической тонной после официального перехода на метрическую систему. Кроме того, английская (или длинная) тонна ограниченно используется в США, в основном для измерения водоизмещения судов. Стандартной тонной в США является короткая тонна. Обе единицы определены как 20 хандредвейтов, однако определения хандредвейтов в английской и американской системах мер различаются.
В английском языке написание слова, обозначающего традиционную тонну (ton), отличается от написания слова, обозначающего метрическую тонну (tonne).
Длинная тонна ≈ массе 1 м³ морской воды ≈ 1015—1020 кг.